# Divadlo na Tagance
Moskevské divadlo dramatu a komedie na Tagance (Московский театр драмы и комедии на Таганке) je divadelní scéna v Taganském rajónu východně od centra Moskvy.
Divadlo bylo založeno roku 1946 pod názvem Moskevské divadlo dramatu a komedie, hlavním režisérem byl Alexandr Plotnikov. Tato scéna nebyla příliš výrazná a úspěšná, proto byl v lednu 1964 jmenován do jejího čela herec a režisér Jurij Ljubimov. Ten zachoval pouze část stávajícího souboru (např. Gotlib Roninson) a doplnil ho čerstvými absolventy hereckých škol, jako byli Alla Děmidovová, Boris Chmelnickij, Jurij Smirnov a další. Zároveň byl do oficiálního názvu divadla doplněn přídomek čtvrti „na Tagance“, který se stal pojmem. Prvním představením nového souboru byl Brechtův Dobrý člověk ze Sečuanu 23. dubna 1964. Ljubimov usiloval o aktuální, společenskokritické divadlo, které navazuje bezprostřední kontakt s divákem. Ve vestibulu vystavil portréty Brechta, Mejercholda a Vachtangova jako svých vzorů. Postupně do divadla přišly i další výrazné osobnosti jako Nikolaj Robertovič Erdman, Vladimir Vysockij, Felix Antipov nebo Ljubov Seljutinová. Významnými inscenacemi byly Antisvěty (Andrej Vozněsenskij), Hamlet (William Shakespeare), Deset dnů, které otřásly světem (John Reed), Mistr a Markétka (Michail Bulgakov). Taganka se stala pro svoji nonkonformitu kultovním místem, divadlo, které mělo kapacitu necelých tři sta míst, bylo neustále beznadějně vyprodáno.
Krize nastala počátkem osmdesátých let, kdy zemřel Vysockij a Ljubimov se stal terčem politické kampaně, která vedla k jeho emigraci roku 1984. Vedení souboru převzal Anatolij Efros a po jeho předčasné smrti v roce 1987 Nikolaj Gubenko. V období perestrojky byl Ljubimovovi umožněn návrat a v roce 1989 znovu stanul v čele divadla. Gubenko a jeho příznivci pak v roce 1993 založili vlastní soubor Sdružení herců Taganky (Содружество актёров Таганки). Ljubimov opustil divadlo v roce 2011 na zájezdu v Praze po konfliktu s částí souboru, která chtěla stávkovat kvůli pozdní výplatě honorářů, dokonce nechal soudně zakázat uvádění inscenací vzniklých za jeho vedení. Novým uměleckým šéfem se stal Valerij Sergejevič Zolotuchin, od jeho smrti v roce 2013 je post neobsazen.
V březnu 2014 vystoupil senátor Oleg Pantělejev s obviněním Divadla na Tagance, že prosazuje dekadentní prozápadní nálady. Důvodem údajně bylo, že divadlo promítalo dokumentární záznamy z událostí ukrajinského Euromajdanu a uspořádalo koncert písničkáře Jurije Ševčuka, známého svými protiputinovskými postoji. Oddělení kultury moskevské radnice, které je zřizovatelem divadla, tyto výroky odmítlo a vyzvalo senátora k omluvě.